# Angaeus pentagonalis
Angaeus pentagonalis är en spindelart som beskrevs av Pocock 1901. Angaeus pentagonalis ingår i släktet Angaeus och familjen krabbspindlar. Inga underarter finns listade i Catalogue of Life.